# 条野採菊

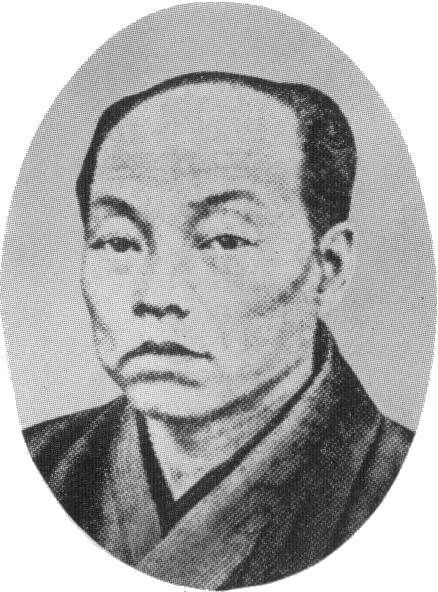
条野採菊

条野 採菊（じょうの さいぎく、1832年9月24日（天保3年9月1日） - 1902年（明治35年）1月24日）は、幕末から明治中期の、東京の、戯作者・ジャーナリスト・実業家・作家・劇評家。本名は条野伝平。号に山々亭有人（さんさんていありんど）・採菊散人・朧月亭・朧月亭有人・弄月亭有人など。鏑木清方の父。條野とも書く。

## 生涯
家は日本橋長谷川町（現・日本橋堀留町2丁目）の地本問屋だった。本郷三丁目の呉服屋伊豆倉の番頭を務めるかたわら、17歳頃から五代目川柳こと水谷緑亭に弟子入りし、頭角をあらわした。伊豆倉の顧客の老中阿部正弘に文才を認められて可愛がられ、また、年長の戯作者、松亭金水・梅亭金鵞・仮名垣魯文らと交わった。
三遊亭円朝や河竹其水も会員の三題噺の会『粋狂連』を、魯文と組織し、1863年（文久3年）、共輯の『酔興奇人伝』を出版した。
1860年（万延元年）（28歳）、人情本『春色恋廼染分解』（しゅんしょくこいのそめわけ）を上梓した。 合巻も書いたが、為永春水・松亭金水・染崎延房と下る人情本の系列の人だった。
1868年（慶応元年）4月（36歳）、福地源一郎創刊の『江湖新聞』に広岡幸助・西田伝助と参画したが、佐幕的編集のゆえに翌月廃刊を強いられた。1869年の『六合新聞』も、第7号で終わった。
1872年（明治5年）3月、西田伝助、落合幾次郎と、東京初の日刊紙、『東京日日新聞』を発刊した。その4月、三条の教憲が出たときは、『今後真面目に書く』旨の答申書『著作道書キ上ゲ』を魯文と提出した。以降、東京日日新聞を編集発行するかたわら、『近世紀聞』（初編）・『東京町鑑』・『和洋奇人伝』など、固い本を出した。
1880年（明治13年）から東京府会議員を務めた。
1884年（明治17年）10月（52歳）、西田伝助と、東京日日新聞社から『警察新報』紙を発刊したが、部数が伸びなかったので、代わりに1886年10月、娯楽主体の『やまと新聞』を創刊し、作品を連載した。1889年には『新小説』の創刊に関わり、そこに創作を載せもして、作家に復帰した。
1889年（明治22年）（52歳）から神田区会議員、1892年から神田区会議長だった。その11月、三遊亭円朝・五代目尾上菊五郎・三遊亭円遊・田村成義らを集めて、百物語を主宰した。
歌舞伎の台本も書いた。新聞社の劇評家仲間の長老で、1890年、東京日日の新人記者の岡本綺堂が、採菊に面倒を見て貰ったと言う挿話がある。採菊には、嘗ての職場の新米記者だった。
『やまと新聞』社長を辞した翌1902年（明治35年）、心臓衰弱により没した。70歳。『清高院晋誉去来採菊居士』。墓は谷中霊園にある。
妻（鏑木）婦美との間に三人の男子を得た。長男は官吏、次男は商人だった。三男が鏑木清方である。

## 主な文業
西欧の小説の本も出したが、採菊は外国語を解さなかったので、それらは福地桜痴の翻訳を下敷きにしたと想像されている。

### 原著
行末の （ ） 書きは、出版の西暦年次、或いは年月日。
- 『春色恋廼染分解』（人情本）、文鱗堂（1860）
- 『池園物語』（合巻）、板元不詳、（1862）
- 『源平桜の五所染（しろくれない --）』（合巻）、片ばみ屋米次郎（1863）
- 仮名垣魯文と合輯：『酔興奇人伝』、寶善堂（1863）
- 『春色江戸紫』（人情本）、板元不詳、（1864）
- 『近世侠義伝』、伊勢屋喜三郎（1865）
- 『三人於七花暦封文』（合巻）、板元不詳、（1866）
- 『春色玉襷』（人情本）、板元不詳、（1868）

明治維新
- 『鶯塚千代廼初声 2 - 4編』（人情本）、片ばみ屋米次郎（1869）
- 『唐詩作加那（とうしざかな）、金松堂（1869）
- 『漢語都々逸』（学習書）、松林堂（1870）
- 『漢語図解』（語学習書）、文玉堂ほか（1870）
- 『柳蔭月朝妻』（合巻）、紅英堂（1870）
- 『藪鶯八万不知』（合巻）、板元不詳、（1871）
- 三遊亭円朝作・採菊序：『今朝春三組杯』、青盛堂（1872）
- 『近世紀聞 初編』、金松堂（1873）［第2編以降は染崎延房］
- 『阿玉ヶ池櫛月形 初編』（合巻）、紅英堂（1874）［第2、3編は染崎延房］
- 『室町源氏胡蝶巻 22 - 24編』（合巻）、紅英堂（1874）
- 『郭雀小稲出来秋（さとすずめ --）』（人情本風）、やまと新聞連載（1886.10 - ）
- 『折枝の梅が香』（翻案）、やまと新聞（1887.3.24 - 1877.6.4）
- 『八重桜奈良の古跡』（人情小説）、やまと新聞（1887.6.10 - 1887.7.29）
- 『とりかへばや』（現代小説）、新小説（1889.1 - 1889.7）
- 『千金の涙』（台本）、歌舞伎新報（1889.11）
- 『思の家』（遊郭悲恋物語）、文芸倶楽部、（1895.8）
- 『依田の苗代』（台本）、太陽（1897.9）
- 『昔の初春』（江戸の回想）、日出国新聞（1901.1.1 - ）

『日出国新聞』は、やまと新聞の1900年11月 - 1904年12月の紙名。
- 『見聞逸話』（江戸の回想）、新小説（1901.1、3、12）
- 岡鬼太郎、岡本綺堂と共作：『金鯱噂高浪』、歌舞伎座で上演（1902）

### 近年の改版
- 『近世紀聞 初編』、（「『明治文学全集1 明治開化期文学集（一）』、筑摩書房（1983）」所収）
- 『酔興奇人伝』、（「『日本近代思想大系18』、岩波書店（1988）ISBN 9784002300184」所収）
- 『未味字解・漢語都々逸・漢語図解』、（「『明治期漢語辞書大系5』大空社（1995）ISBN  9784756800923」所収）
- 『落語』、（「『落語の愉しみ』、岩波書店（2003）ISBN 9784000262989」所収）